# Euxestomoea bipunctata
Euxestomoea bipunctata är en tvåvingeart som beskrevs av Friedrich Georg Hendel 1914. Euxestomoea bipunctata ingår i släktet Euxestomoea och familjen bredmunsflugor. Inga underarter finns listade i Catalogue of Life.